# Aloe bakeri
Aloe bakeri là một loài thực vật có hoa trong họ Măng tây. Loài này được Scott-Elliot mô tả khoa học đầu tiên năm 1891.

## Hình ảnh

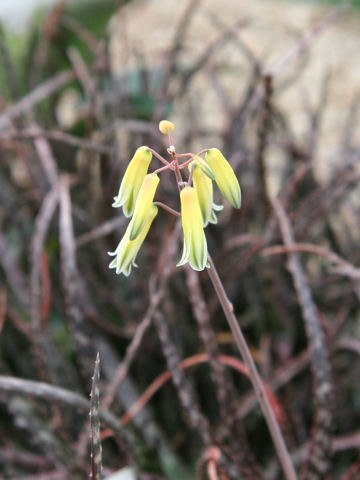
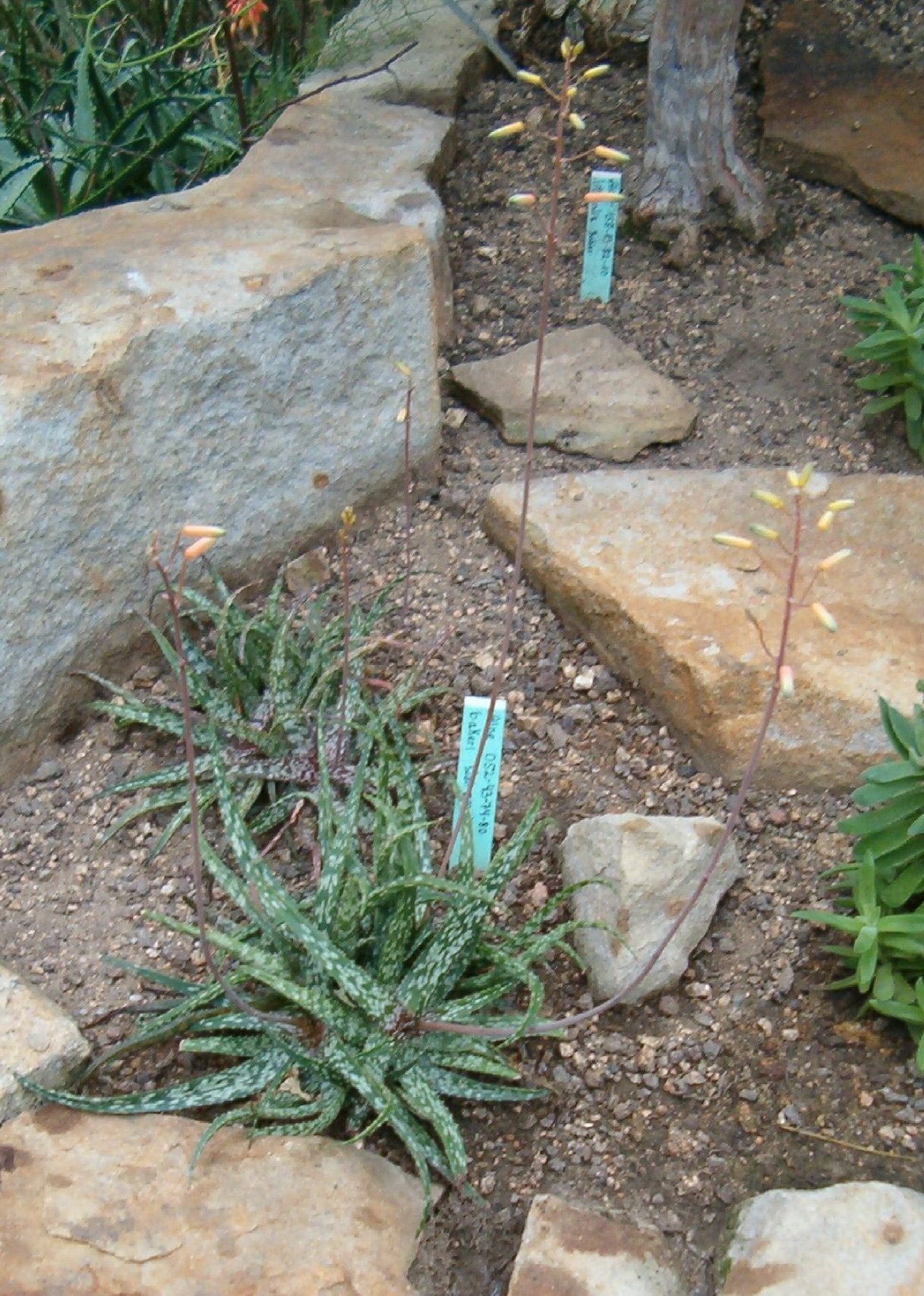
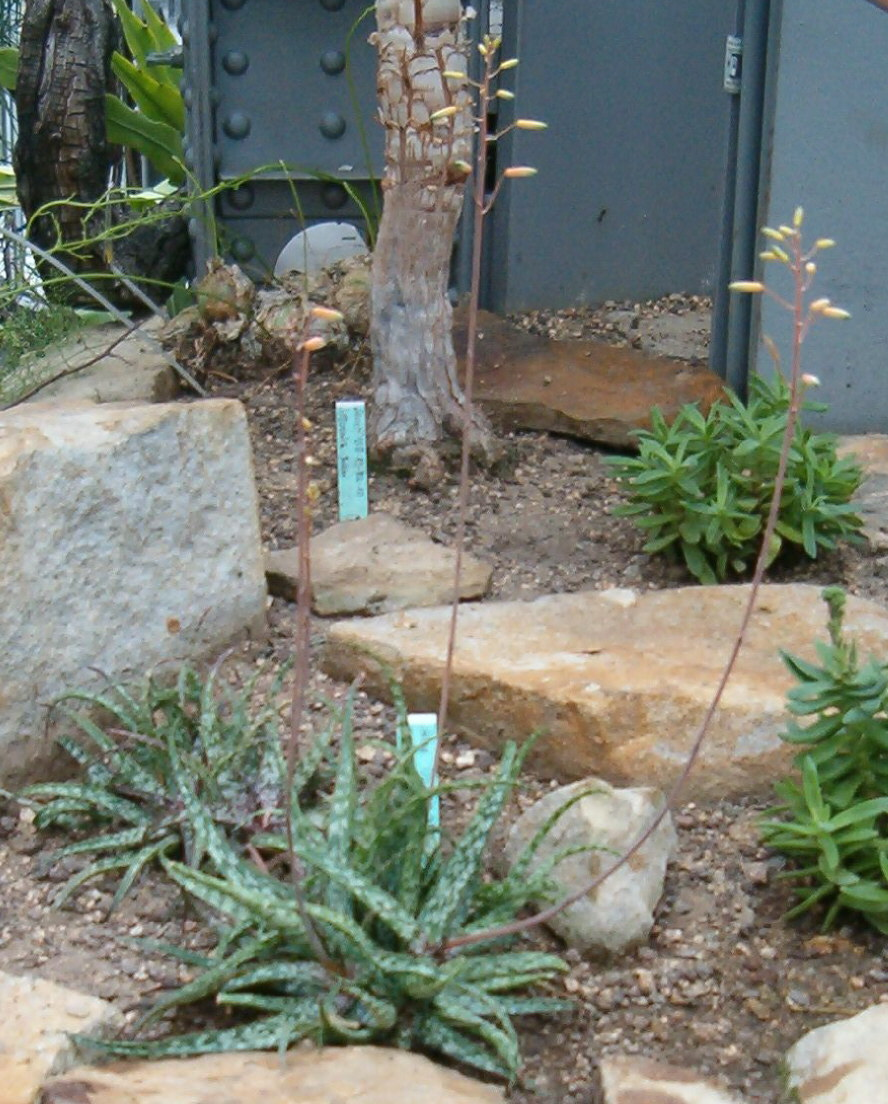
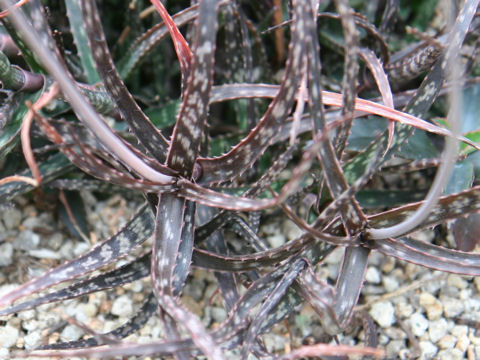